# Црква Светог Јована Крститеља у Гостуши
Црква Светог Јована Крститеља у Гостуши једна је од парохијских цркава у Пиротском намесништву, Епархије Нишке,  у југоисточном  делу  Србије  у општини  Пирот. Данашња црква саграђена је 1835. године на темељима старије цркве (највероватније изграђене у 12. веку) и сматра се једним од најстаријих објекта у селу Гостуша.

## Положај
Црква Светог Јована Крститеља се налази у селу Гостуша  на  југоисточним  падинама  Старе планине  а  у  односу  на  општински  центар,  град  Пирот, 14  км североисточно. Област којој село припада назива се Средњи Висок који је део  већег  подручја или Висока  - области  у  сливу  реке Височице  између  јужних  падина  Старе  планине  са  северне  стране  и планине Видлич са јужне. Средњи Висок заузима простор у средњем току реке  Височице у коме је формирано Завојско језеро. Поред  Гостуше овом простору припадају  и  села:  Бела,  Паклештица,  Велика  Лукања,  Копривштица, Покревеник  и  Завој.  Захваљујући  великој  гографској изолованости  подручје   Средњег  Висока се  развијало  независно  од  остатка  пиротске  општине, и  представља,  осим  географски,  духовно и  културно  јединствен простор.  

## Историја
По  неким  предањима  градња  првобитне цркве  Светог Јована  Крститеља  у Гостуши  датира се у  12.  век (помиње  се  1112.  година).  Период средњег  века  завршава  се  падом  владавине  деспота  Ђурђа  Бранковића 1447. године када цео пиротски крај пада под османлијску власт.
Прво  помињање  Гостуше  као  насељеног  места  под  данашњим називом  је  у  турским  пореским  дефтерима  (  попису  џелепчијских1 домаћинстава) из 1576./1577.  године.  Гостуша  је  тада  имала  девет џелепчијских домћинстава и припадала је кази Шехирћој.

## Опис
Црква је била једнобродна грађевина са полукружном апсидом на источном зиду. Камени зидови су носили лучну таваницу на којој је био постављен  двосливни кров од камених плоча. Велика  мана  оваквoг кровова  је  велика сопствена тежина која захтева добро стање контсрукције која 
их носи, и прокишњавање које се на цркви десило након одређеног времена услед слегања и размицања плоча. Због нередовног  одржавања  ово  прокишњавање  доело је до  слабљења конструкције  што  услед  велике  тежине  довело до  урушавања најпре крова а затим и дела објекта. Током 1938. године, оштећењан објекат је реконструисан при чему је дограђен наос са тремом. Током ових радова на старом делу уклоњен је камени кров и над целим објектом постављен тросливни кров препокривен црепом.
Звоно је било постављено у засебном објекту, звонику који се срушио у земљотресу 1963. године и никада није обновљен.

## Обнова цркве
Црква је делимично обновљена 2019. године у акцији организованој од стране Фондације „Архитекта Александар Радовић” из Ниша која је успешно реализовала конзерваторски камп у селу Гостуша на Старој планини под називом „Оживљавање каменог села”. У овој акцији обновљен је камени кров на апсиди цркве и, уређен потпорни зида цркве, која је после 30 година поново освештана.
Према речима Управница Фондације Елене Васић Петровић, у обнови цркве...
...користили смо старе материјале и правили различите врсте кречних и блатних малтера. Радили смо на дрвету, намештају у цркви, каменим подовима у цркви, на степеништу. Конзервацију камена. Мени је посебно важно очување камених кровова у селу и успели смо да на апсиди цркве реконструишемо кров од камених плоча са волонтерима и урадимо потпорни зид Цркве и трем.